# Krzysztof Biegun
Krzysztof Biegun (Gilowice, 21 maggio 1994) è un ex saltatore con gli sci polacco.

## Biografia
In Coppa del Mondo ha esordito il 16 febbraio 2013 a Oberstdorf (30°) ed ha ottenuto l'unica vittoria, nonché unico podio, il 24 novembre 2013 a Klingenthal. In carriera non ha partecipato né a rassegne olimpiche né iridate.

## Palmarès

### Mondiali juniores
- 2 medaglie:
  - 1 oro (gara a squadre a Val di Fiemme 2014)
  - 1 argento (gara a squadre a Liberec 2013)

### Universiadi
- 3 medaglie:
  - 2 ori (trampolino lungo, gara a squadre a Trentino 2013);
  - 1 argento (trampolino normale a Trentino 2013).

### Coppa del Mondo
- Miglior piazzamento in classifica generale: 35º nel 2014
- 1 podio (individuale):
  - 1 vittoria

#### Coppa del Mondo - vittorie
| Data             | Località    | Nazione  | Trampolino           |
| ---------------- | ----------- | -------- | -------------------- |
| 24 novembre 2013 | Klingenthal | Germania | Vogtland Arena HS140 |